# Egon Terzetta
 (novembre 2015).
Si vous disposez d'ouvrages ou d'articles de référence ou si vous connaissez des sites web de qualité traitant du thème abordé ici, merci de compléter l'article en donnant les références utiles à sa vérifiabilité et en les liant à la section « Notes et références ».
Egon Terzetta (en bulgare : Егон Терцета), né le 2 juillet 1899 à Valone (Empire ottoman, désormais en Albanie), et mort le 16 août 1964 à Gênes (Italie), est un footballeur italien qui a joué pour le SK Ticha et le SC Vladislav de Varna.

## Biographie
Terzetta est issu d'une ancienne famille vénitienne. À 9 ans, Egon est envoyé à l’académie militaire de Vienne d'où il est sorti diplômé à 18 ans. Il a ensuite suivi les traces de son père, devenant agent maritime et a donc travaillé pour beaucoup de ports méditerranéens et d'autres des côtes de la mer Noire.

## Carrière de joueur
Terzetta s'est finalement installé au port de Varna se trouvant aux abords de la mer Noire, et où il a montré ses talents de footballeur notamment pour le club du SK Ticha.
Le 1er mai 1921, le SK Granit s'est séparé du SK Ticha et fut renommé SK Vladislav. Avec Vladislav, Terzetta a gagné la première coupe du Tsar en 1925 en étant capitaine pour le premier titre du club. Il inscrit le deuxième but d'une victoire de 2-0, lors de la finale contre le Levski Sofia . Terzetta fut aussi le capitaine de l'équipe lors du deuxième championnat consécutif remporté en 1926 . Sa carrière s'est brusquement arrêtée après avoir souffert d'un blessure quelques jours avant la finale en 1928.

## Vie privée
Egon Terzetta s'est marié à l'émigrée Tamara Pelehin. Le couple eut un enfant, Alicia, née en 1930. Après que les communistes ont pris le pouvoir en Bulgarie, ils déménagèrent en Italie et s'installèrent à Gênes où Egon Terzetta a repris sa carrière comme agent maritime. Il meurt dans son sommeil le 16 août 1964 ; il est enterré au cimetière monumental de Staglieno de Gênes.